# Mark Allen (Triathlet)
Mark Allen (* 12. Januar 1958 in Glendale, Kalifornien) ist ein ehemaliger US-amerikanischer Triathlet und sechsmaliger Gewinner des Ironman Hawaii (1989–1995).

## Werdegang
1982 schloss Mark Allen sein Biologie-Studium an der University of California in San Diego mit einem Bachelor of Sciences ab. Im gleichen Jahr setzte er sich einen Start beim Ironman Hawaii (3,8 km Schwimmen, 180 km Radfahren und 42,195 km Laufen) zum Ziel. Er trainierte dafür ein halbes Jahr, konnte das Rennen aber nicht beenden. In den Folgejahren gewann er sechsmal den Ironman Hawaii (1989–1993, 1995).
Bekannt wurde Allen durch seine Duelle mit seinem Landsmann Dave Scott, dessen Siegesserie er bei seiner siebten Teilnahme am Ironman Hawaii 1989 mit einem knappen Vorsprung von 58 Sekunden beendete. 1989 konnte er neben seinem Erfolg auf der Langdistanz auch die Erstaustragung einer Weltmeisterschaft auf der Kurzdistanz (1,5 km Schwimmen, 40 km Radfahren und 10 km Laufen) im französischen Avignon für sich entscheiden. 1993 wurde er in der Schweiz auch Weltmeister auf der Duathlon-Langdistanz.
Zusammen mit Dave Scott (gewann sechsmal Hawaii: 1980, 1982, 1983, 1984, 1986, 1987), Scott Molina und Scott Tinley gehörte Mark Allen zu den „Big Four“, die damals quasi jeden Triathlon unter sich ausmachten. Im Verlauf seiner Rennkarriere, die offiziell 1996 endete, gelang es ihm, einen Durchschnitt von 90 Prozent an Top-Three-Finishes beizubehalten. Er startete und siegte zehnmal beim Triathlon Longue Distance de Nice, der in den 1980er- und 1990er-Jahren neben dem Ironman Hawaii der Triathlon mit der größten Medienaufmerksamkeit war. Sein Spitzname ist „The Grip“.
1996 beendete er seine aktive Profi-Karriere. Allen trat in den Folgejahren als Organisator einiger Triathlon-Rennen (u. a. Ironman Austria) in Erscheinung und gibt Trainingsseminare. Mark Allen war bis 2002 zwölf Jahre lang mit der Triathletin Julie Moss (* 1958) verheiratet, deren berühmter Zieleinlauf auf allen Vieren beim Ironman 1982 ihn zum Triathlon inspirierte.
Mark Allen wurde 2021 zusammen mit Karen Smyers zum Captain ernannt für das im Collins Cup der Professional Triathletes Organisation startende Team USA (Skye Moench, Chelsea Sodaro, Jackie Hering, Jocelyn McCauley, Katie Zaferes, Taylor Knibb, Sam Long, Rodolphe Von Berg, Matt Hanson, Ben Kanute, Justin Metzler und Andrew Starykowicz).
Mark Allen arbeitet heute als Buchautor, Trainer und Motivationstrainer. Mit seinen zehn Siegen beim Triathlon in Nizza, der damals als inoffizielle WM galt, den sechs Siegen auf Hawaii, dem Weltmeistertitel auf der Kurzdistanz sowie dem WM-Titel im Duathlon gilt Allen bei vielen Experten als größter Triathlet aller Zeiten (GOAT).

## Auszeichnungen
- Sechsmal wurde er von der Zeitschrift „Triathlete“ zum „Triathleten des Jahres“ ernannt, und 1997 bezeichnete ihn die Zeitschrift „Outside“ als „The World’s Fittest Man“.
- Mark Allen wurde von der International Triathlon Union (ITU) im Jahr 2014 als Anerkennung für seine sportlichen Leistungen in die Hall of Fame aufgenommen.[5]
- Im Mai 2018 wurde Mark Allen anlässlich des Ironman-Jubiläums 40 Years of Dreams (1978–2018) als «Greatest American Triathlete of All Time» ausgezeichnet.[6]

## Sportliche Erfolge
| Datum/Jahr    | Platz | Wettbewerb                        | Austragungsort | Zeit     | Bemerkung                                                  |
| ------------- | ----- | --------------------------------- | -------------- | -------- | ---------------------------------------------------------- |
| 15. Aug. 1991 | 1     | ITU Triathlon World Cup           | Embrun         |          |                                                            |
| 6. Aug. 1989  | 1     | ITU Triathlon World Championships | Avignon        | 01:58:46 | Erstaustragung einer Weltmeisterschaft auf der Kurzdistanz |
| 1989          | 1     | St. Croix Triathlon               | Saint Croix    |          |                                                            |

| Datum/Jahr    | Platz | Wettbewerb                        | Austragungsort | Zeit     | Bemerkung |
| ------------- | ----- | --------------------------------- | -------------- | -------- | --- |
| 7. Okt. 1995  | 1     | Ironman Hawaii                    | Hawaii         | 08:20:34 | sechster Hawaii-Sieg für den 37-jährigen |
| 10. Juli 1994 | 9     | Ironman Europe                    | Roth           | 08:23:49 | |
| 23. Okt. 1993 | 1     | Ironman Hawaii                    | Hawaii         | 08:07:45 | Mark Allen schafft als erster fünf Siege auf Hawaii in Folge – und seine Siegerzeit wurde erst wieder 1996 vom Belgier Luc Van Lierde unterboten.                                                             |
| 13. Juni 1993 | 1     | Triathlon Longue Distance de Nice | Nizza          | 06:05:59 | |
| 14. Juni 1992 | 1     | Triathlon Longue Distance de Nice | Nizza          | 05:59:43 | |
| 10. Okt. 1992 | 1     | Ironman Hawaii                    | Hawaii         | 08:09:08 | |
| 19. Okt. 1991 | 1     | Ironman Hawaii                    | Hawaii         | 08:18:32 | Seine Zeit auf der Schwimmdistanz (50:14 min) konnte erst 2005 vom Deutschen Faris Al-Sultan unterboten werden.                                                                                               |
| 16. Juni 1991 | 1     | Triathlon Longue Distance de Nice | Nizza          | 05:54:12 | |
| 6. Okt. 1990  | 1     | Ironman Hawaii                    | Hawaii         | 08:28:17 | |
| 17. Juni 1990 | 1     | Triathlon Longue Distance de Nice | Nizza          | 05:50:52 | |
| 14. Okt. 1989 | 1     | Ironman Hawaii                    | Hawaii         | 08:09:15 | Mark Allen erzielte die bis dahin schnellste Laufzeit der Männer mit 2:40:04 h und wurde erst nach 27 Jahren 2016 von Patrick Lange mit 2:39:45 h gebrochen und siegt 58 sec vor seinem Landsmann Dave Scott. |
| 28. Mai 1989  | 1     | Triathlon Longue Distance de Nice | Nizza          | 05:54:31 | |
| 22. Okt. 1988 | 5     | Ironman Hawaii                    | Hawaii         | 08:43:22 | |
| 10. Okt. 1987 | 2     | Ironman Hawaii                    | Hawaii         | 08:45:19 | Zweiter Rang hinter Dave Scott. |
| 18. Okt. 1986 | 2     | Ironman Hawaii                    | Hawaii         | 08:36:04 | Zweiter Rang hinter Dave Scott. |
| 5. Okt. 1986  | 1     | Triathlon Longue Distance de Nice | Nizza          | 05:46:10 | |
| 13. Okt. 1985 | 1     | Triathlon Longue Distance de Nice | Nizza          | 05:53:13 | |
| 6. Okt. 1984  | 5     | Ironman Hawaii                    | Hawaii         | 09:35:02 | |
| 8. Sep. 1984  | 1     | Triathlon Longue Distance de Nice | Nizza          | 06:05:22 | |
| 22. Okt. 1983 | 3     | Ironman Hawaii                    | Hawaii         | 09:21:06 | |
| 1983          | 1     | Triathlon Longue Distance de Nice | Nizza          | 06:04:51 | 3 km Schwimmen, 120 km Radfahren und 32 km Laufen |
| 20. Nov. 1982 | 1     | Triathlon de Nice                 | Nizza          | 06:33:52 | 1,5 km Schwimmen, 100 km Radfahren und 42,2 km Laufen, Wassertemperatur 14 °C |
| 1982          | DNF   | Ironman Hawaii                    | Hawaii         | –        | |

| Datum/Jahr | Platz | Wettbewerb        | Austragungsort | Zeit | Bemerkung                                                                       |
| ---------- | ----- | ----------------- | -------------- | ---- | ------------------------------------------------------------------------------- |
| 1993       | 1     | Powerman Zofingen | Zofingen       |      |                                                                                 |
| 1992       | 4     | Powerman Zofingen | Zofingen       |      | Der „Powerman“ in Zofingen zählt im Duathlon als Langdistanz-Weltmeisterschaft. |

(DNF – Did Not Finish)